# قالب پرونده صوتی

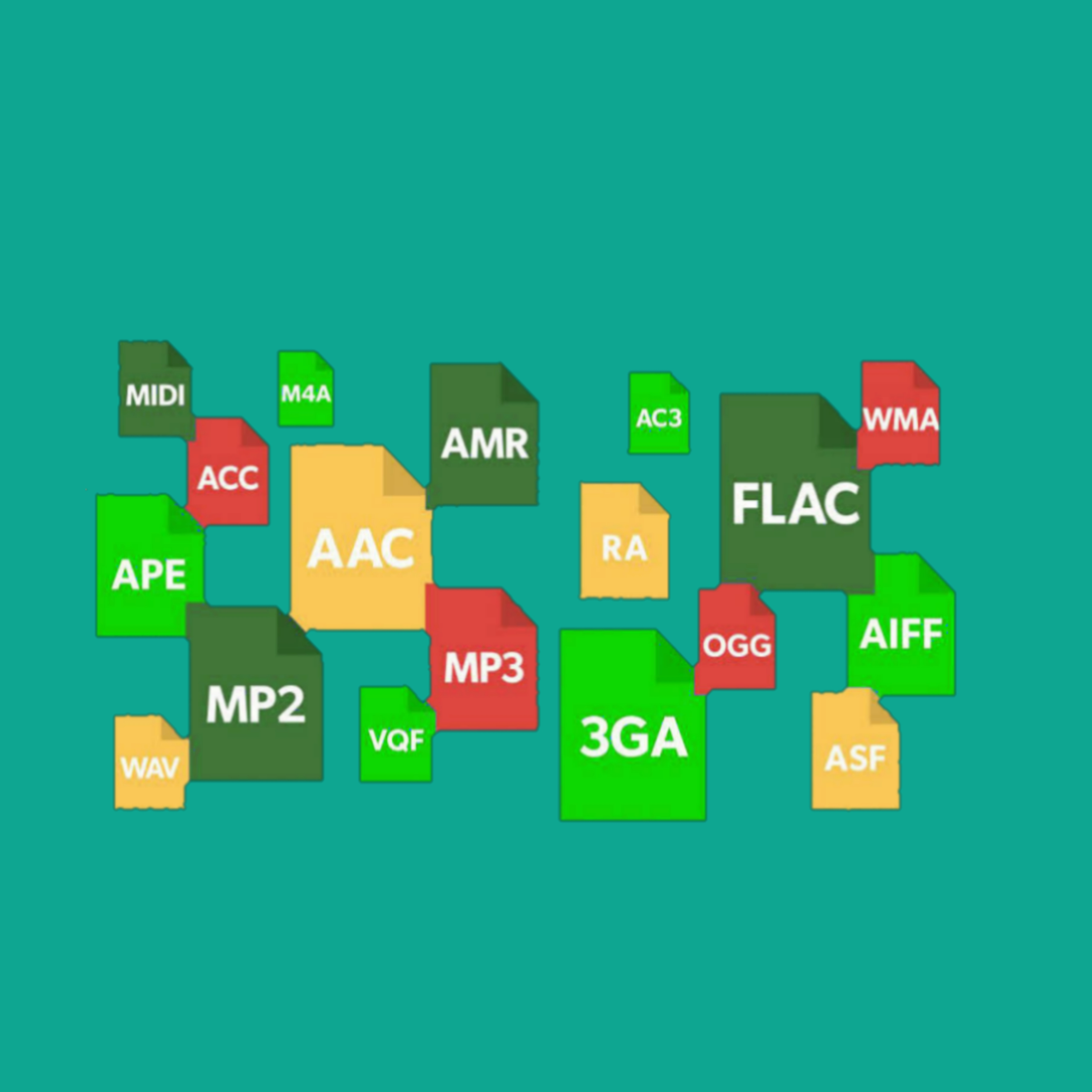
انواع قالب پرونده‌های صوتی

قالب پرونده صوتی یا فرمت فایل صوتی (به انگلیسی: Audio file format)، یک قالب پرونده برای ذخیره داده شنیداره دیجیتال برروی یک سیستم رایانه می‌باشد. لایه بیت از داده صوت (به استثنای فراداده) قالب کدگذاری صوتی نامیده می‌شود و می‌تواند فشرده‌نشده یا فشرده‌شده باشد تا حجم پرونده کاهش یابد، اغلب با استفاده از فشرده‌سازی بااتلاف. داده‌ها می‌توانند یک جریان بیت خام در قالب کدگذاری صوتی باشند، اما معمولاً در قالب کانتینر یا قالب داده‌های صوتی با لایه ذخیره‌سازی تعریف شده جاسازی می‌شوند.